# ФК Лужница
ФК Лужница је српски фудбалски клуб из Бабушнице. Фудбалски клуб је формиран 1925. године.